# Windfall (canción)
«Windfall» es una canción interpretada por el cantante estadounidense Rick Nelson, junto con su banda The Stone Canyon Band. Fue publicada el 10 de enero de 1974 como la décima canción de su vigésimo segundo álbum de estudio, Windfall. Más tarde, «Windfall» se publicó en febrero de 1974 como el segundo sencillo del álbum.

## Recepción de la crítica
Un escritor no especificado de la revista Cash Box describió «Windfall» como una canción pop rock moderada con un ligero sabor a reggae. Un escritor no especificado de Record World comentó: “Con un alegre ritmo de reggae y un excelente trabajo de la banda, ¡Esta canción tiene todas las cualidades necesarias para vender un millón!”

## Lista de canciones
- 7-inch single – MCA-40187[5]

1. «Windfall» (Rick Nelson, Dennis Larden) – 3:00
2. «Legacy» (Larden) – 3:24

## Créditos y personal
Créditos adaptados desde las notas de álbum de Windfall.
Rick Nelson and the Stone Canyon Band
- Tom Brumley – steel guitar
- J. DeWitt White – bajo eléctrico, coros
- Dennis Larden – guitarra líder, coros
- Ty Grimes – batería
- Rick Nelson – guitarra, voz principal

Personal técnico
- Rick Nelson – productor
- Michael Nemo – arreglos

## Posicionamiento
| Gráfica (1974)                                  | Pico de posición |
| ----------------------------------------------- | ---------------- |
| Australia (Kent Music Report)                   | 62               |
| Estados Unidos (Billboard Easy Listening)       | 46               |
| Estados Unidos (Cash Box Looking Ahead)         | 116              |
| Estados Unidos (Cash Box Country Looking Ahead) | 2                |
| Estados Unidos (Record World Singles Chart)     | 149              |